# Tamayo (futbolista)
Mauro Álvarez Álvarez (Gijón, Asturias, España, 21 de diciembre de 1918-ib., 3 de enero de 1994), conocido como Tamayo, fue un futbolista español que jugaba como defensa.

## Clubes
| Club                   | País   | Año       |
| ---------------------- | ------ | --------- |
| Club Hispania de Gijón | España | 1939-1940 |
| Real Gijón             | España | 1940-1955 |